# جيوفاني لانفرانكو
جيوفاني لانفرانكو (بالإيطالية: Giovanni Lanfranco)‏ (26 يناير 1582 - 30 نوفمبر 1647)  كان رسامًا إيطاليًا من عصر الباروك .

## سيرة شخصية
ولد جيوفاني في مديمة بارما ، وهو الابن الثالث لستيفانو وكورنيليا لانفرانشي. سمحت له موهبته في الرسم ببدء التدريب المهني مع الفنان البولوني أغوستينو كاراتشي ، شقيق أنيبال كاراتشي ، والعمل جنبًا إلى جنب مع زميله بارميسي سيستو بادالوتشيو في قصور فارنيز المحلية. عندما توفي أغوستينو عام 1602، انتقل الفنانان الشابان إلى ورشة أنيبال الرومانية الكبيرة والبارزة، والتي شاركت بعد ذلك في العمل على جاليريا فارنيزي في سقف معرض بالازو فارنيزي .  يُعتقد أن جيوفاني قد ساهم في لوحة بوليفيموس Polyphemus و جالاتيا Galatea (نسخة طبق الأصل في معرض دوريا Doria) وبعض الأعمال الصغيرة في الغرف.